# العلاقات الأفغانية اليابانية
تأسست العلاقات الدبلوماسية الأفغانية اليابانية بشكل رسمي في عام 1931، وذلك على الرغم من تسجيل الاتصالات الأولى في عام 1907 عندما زار الجنرال الأفغاني أيوب خان، الذي هزم البريطانيين في مايواند، اليابان.

## الدبلوماسية
زار أيوب خان اليابان كضيف شرف لدى هيهاتشيرو توغو في 16 فبراير عام 1907، واحتفلا بانتصار آسيوي ضد الإمبريالية الأوروبية بعد النصر الياباني في الحرب الروسية اليابانية. تبرع الملك الأفغاني حبيب الله خان في أوائل عام 1914 بموجب مرسوم بأموال إلى الزلازل التي حدثت في اليابان، بما في ذلك زلزال سينبوكو. اكتسبت اليابان سمعة حسنة في أفغانستان أيضًا.
زار الضابط العسكري الياباني هيساو تاني أفغانستان في عام 1922. شرّع العاهل الأفغاني أمان الله خان معاهدة صداقة بين البلدين في السفارة اليابانية في لندن، ووُقِّع عليها في النهاية في 19 نوفمبر عام 1930. تقرر في الأصل إنشاء علاقات رسمية بين أفغانستان واليابان في عام 1919، ولكن المملكة المتحدة في الهند البريطانية أجلت ذلك قصدًا عن طريق الرسائل المعترضة.
كانت أفغانستان محايدة خلال الحرب العالمية الثانية، ولكنها كانت قريبة من ألمانيا. ضغطت المملكة المتحدة والاتحاد السوفيتي على أفغانستان لطرد دبلوماسيي المحور من البلاد، ولكن ذلك قوبل بالرفض. جاءت الموافقة في النهاية على ذلك في نوفمبر عام 1941 بعد تغير وضع الحرب، ولكن ذلك كان على عكس التوقعات، فسمح الأفغان للدبلوماسيين من المحور بالبقاء (بما في ذلك اليابانيين).
زار رئيس الوزراء الأفغاني محمد داود خان اليابان في عام 1959. زار الملك ظاهر شاه والملكة حميراء اليابان في عام 1969، وزار ولي العهد أكيهيتو والأميرة ميتشيكو أفغانستان في عام 1971.
أغلقت اليابان سفارتها في كابول بعد الغزو السوفيتي في عام 1979، ولم تعترف بأي من الفصائل المتحاربة اللاحقة. استضافت اليابان مؤتمر طوكيو في يناير عام 2002، والذي تعهد فيه المانحون الدوليون بتقديم المساعدة لإعادة بناء أفغانستان. أُعيد فتح السفارة اليابانية في كابول، وشاركت منذ ذلك الحين في العديد من أشكال المساعدة من أجل أفغانستان. تُعد اليابان منذ عام 2012 ثاني أكبر دولة مانحة لأفغانستان بعد الولايات المتحدة.
قال الرئيس الأفغاني حامد كرزاي، الذي ذهب في زيارة دولة إلى اليابان، في يونيو عام 2010 أن اليابان ستحصل على الأولوية في استكشاف الموارد المعدنية في أفغانستان، وذلك مقابل المساعدة التي قدمتها اليابان إلى أفغانستان منذ عام 2002.

## الثقافة
تجسدت أوجه التشابه بين البلدين باشتراكهما التاريخي في إفشال احتلال أجنبي، واشتراكهما بالاسم الشعبي القديم لليابان «أرض الشمس المشرقة»، أما بالنسبة لأفغانستان، فكان «خراسان» الاسم السابق لها. لوحظت بعض التقاليد المماثلة أيضًا، والتي يعود تاريخها إلى العصور القديمة حيث انتشرت الزرادشتية والبوذية إلى الشرق الأقصى عبر أفغانستان وطريق الحرير. رأى محمود طرزى اليابان نموذجًا للحداثة والتنمية مع احتفاظها بالتقاليد.
قال السفير الياباني كينيتشي كومانو بما يخص أوجه التشابه الثقافي في عام 2004: «يملك اليابانيون ثقافتهم وحضارتهم القديمة للغاية، وهم ممتنون للشعب الأفغاني بسبب البوذية التي دخلت اليابان من الهند عبر أفغانستان والصين وكوريا. يُعد التاريخ المشترك مفهومًا من قبل جميع اليابانيين تقريبًا. يشترك شعبا اليابان وأفغانستان في كرم ضيافتهم الكبير للناس ولأصدقائهما؛ وذلك بسبب تجربتهما المشتركة أو الوضع الذي كانت عليه الدولتان في حوالي القرن الماضي، أي الدمار الكامل للبلاد بسبب الحرب العالمية الثانية في اليابان، والحرب الأهلية في أفغانستان».
أُعيدت 102 قطعة أثرية من أفغانستان إلى المتحف الوطني الأفغانستاني في عام 2016 كانت محمية في اليابان خلال الحرب الأهلية.

## مقارنة بين البلدين
هذه مقارنة عامة ومرجعية للدولتين:
| وجه المقارنة                                              | أفغانستان                    | اليابان         |
| --------------------------------------------------------- | ---------------------------- | --------------- |
| المساحة (كم2)                                             | 652.23 ألف                   | 377.97 ألف      |
| عدد السكان (نسمة)                                         | 34.94 مليون                  | 126.79 مليون    |
| الكثافة السكانية (ن./كم²)                                 | 53.57                        | 335.45          |
| العاصمة                                                   | كابل                         | طوكيو           |
| اللغة الرسمية                                             | اللغة البشتوية، اللغة الدرية | اللغة اليابانية |
| العملة                                                    | أفغاني                       | ين ياباني       |
| الناتج المحلي الإجمالي (بليون دولار)                      | 20.82 مليار                  | 4.87 تريليون    |
| الناتج المحلي الإجمالي (تعادل القوة الشرائية) بليون دولار | 62.62 مليار                  | 5.18 تريليون    |
| الناتج المحلي الإجمالي الاسمي للفرد دولار أمريكي          | 594                          | 34.52 ألف       |
| الناتج المحلي الإجمالي للفرد دولار أمريكي                 | 1.93 ألف                     | 36.62 ألف       |
| مؤشر التنمية البشرية                                      | 0.479                        | 0.903           |
| رمز المكالمات الدولي                                      | +93                          | +81             |
| رمز الإنترنت                                              | .af                          | .jp             |
| المنطقة الزمنية                                           | ت ع م+04:30                  | توقيت اليابان   |

## منظمات دولية مشتركة
يشترك البلدان في عضوية مجموعة من المنظمات الدولية، منها:
| علم المنظمة | اسم المنظمة                               | تاريخ انضمام أفغانستان | تاريخ انضمام اليابان |
| ----------- | ----------------------------------------- | ---------------------- | -------------------- |
|             | يونسكو                                    | 4 مايو 1948            | 2 يوليو 1951         |
|             | مؤسسة التمويل الدولية                     | 23 سبتمبر 1957         | 20 يوليو 1956        |
|             | بنك التنمية الآسيوي                       | 1966                   | 1966                 |
|             | المركز الدولي لتسوية المنازعات الاستشارية | 25 يوليو 1968          | 16 سبتمبر 1967       |
|             | منظمة حظر الأسلحة الكيميائية              | ?                      | ?                    |
|             | مؤسسة التنمية الدولية                     | 2 فبراير 1961          | 27 ديسمبر 1960       |
|             | وكالة ضمان الاستثمار متعدد الأطراف        | 16 يونيو 2003          | 12 أبريل 1988        |
|             | الاتحاد البريدي العالمي                   | ?                      | ?                    |
|             | منظمة الشرطة الجنائية الدولية             | ?                      | ?                    |
|             | الأمم المتحدة                             | 19 نوفمبر 1946         | 18 ديسمبر 1956       |
|             | الاتحاد الدولي للاتصالات                  | 12 أبريل 1928          | 29 يناير 1879        |
|             | البنك الدولي للإنشاء والتعمير             | 14 يوليو 1995          | 13 أغسطس 1952        |

## أعلام
هذه قائمة لبعض الشخصيات التي تربطها علاقات بالبلدين:
- اكليل أحمد حكيمي (دبلوماسي أفغاني، 1968 – )

## وصلات خارجية
- موقع وزارة الخارجية الأفغانية
- موقع وزارة الخارجية اليابانية